# Lydie Dattas
Lydie Dattas est une poétesse française née le 19 mars 1949.

## Biographie
Née en 1949, Lydie Dattas est la deuxième fille du compositeur Jean Dattas, également organiste de Notre-Dame de Paris, et d'une actrice de théâtre. La famille émigre en Angleterre quand elle a six ans. Elle est inscrite au lycée français de Londres où son père est professeur de musique. À seize ans, elle publie dans la revue Rougerie. En 1968 son professeur de philosophie, Jean-Marie Benoist, auteur de Marx est mort, lui propose de participer au Concours général. Elle va au festival d'Avignon, et s'installe en France.
À vingt ans, elle fait paraître un mince recueil au Mercure de France, Noone. En 1972, elle épouse un dompteur de fauves appartenant à la famille Bouglione, Alexandre Romanès,, avec qui elle vit vingt-cinq ans. Elle encourage son mari à rattraper sa scolarité manquée. En 1975, elle perd son père dans un accident de voiture à Londres.
Elle lit Jean Grosjean et des poètes arabes. En 1977, elle se lie d'amitié avec Jean Genet,, qui s’installe près du couple dans l’immeuble « le Bouglione » et qui dit d’elle : « Les rois et les évêques se prosterneront devant  vous. ». À la suite d’une dispute avec le poète, elle écrit La Nuit spirituelle, qui pose la question d’une malédiction spirituelle féminine et plaide l'égalité de l'esprit créateur des deux sexes. Ils se réconcilient. Elle correspond avec l’écrivain Ernst Jünger qui écrit sur ce texte dans le dernier tome de son Journal. En 1994, elle crée avec son mari le cirque Lydia Bouglione qui deviendra le cirque Romanès. À son invitation, le célèbre violoniste Yehudi Menuhin vient parrainer le cirque. En 2000, elle divorce et se lie d’amitié avec le poète Christian Bobin avant de l'épouser.

## Œuvres
- Noone, Paris, Mercure de France, coll. « Poésie », 1970, 64 p. (BNF 35204726)
- La Nuit spirituelle, Paris, Orbey, France, Éditions Arfuyen, coll. « Cahier », 1996, 29 p. (ISBN 978-2-908825-34-3)
- L’'Expérience de bonté, Paris, Orbey, France, Éditions Arfuyen, coll. « Cahier », 1999, 96 p. (ISBN 978-2-908825-71-8)
- Les Amants lumineux, Paris, Gallimard, coll. « Hors série Littérature », 2001, 176 p. (ISBN 978-2-07-076350-4)
- Le Livre des anges, Paris, préface de Jean Grosjean, Gallimard, coll. « Blanche », 2003, 165 p. (ISBN 978-2-07-071057-7)
- La Chaste vie de Jean Genet, Paris, Gallimard, coll. « Blanche », 2006, 224 p. (ISBN 978-2-07-077972-7)
- La Foudre, Paris, Mercure de France, coll. « Bleue », 2010, 120 p. (ISBN 978-2-7152-3173-3, présentation en ligne)
- La Blonde. Les icônes barbares de Pierre Soulages, Paris, Gallimard, coll. « Blanche », 2014, 96 p. (ISBN 978-2-07-014750-2)
- Carnet d'une allumeuse, Paris, Gallimard, coll. « Blanche », 2017, 96 p. (ISBN 978-2-07-275061-8)